# Monumento natural Birtvisi
El Monumento Natural Birtvisi (en georgiano: ბირთვისი) es un paisaje rocoso localizado 5 km al norte de la aldea Tbisi en el municipio de Tetritsqaro, parte de la región de Kvemo Kartli en Georgia, adyacente al parque nacional Algeti, al suroeste de la capital del país, Tiflis.

## Descripción
Birtvisi se eleva a 950-1050 metros sobre el nivel del mar. El paisaje escénico con rocas volcánicas en el río Algeti pertenece a las afueras de la cordillera de Trialeti. Los formidables obstáculos naturales de los cañones y acantilados proporcionaron la ubicación ideal para la histórica Fortaleza Birtvisi, actualmente en ruinas. El camino de acceso a la fortaleza, de 6-7 km, comienza al este del pueblo de Partskhisi. 

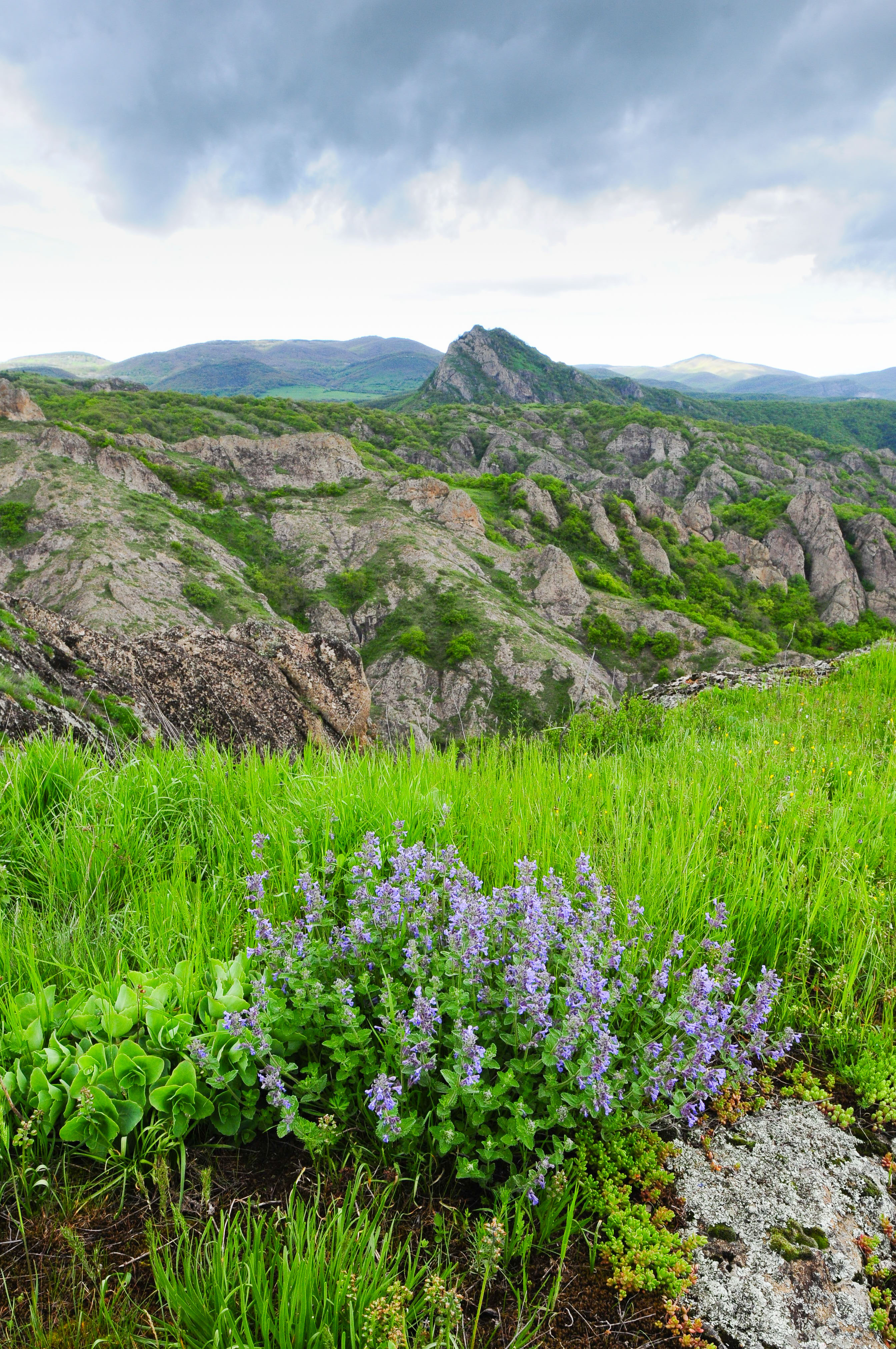
Paisaje y flores en el Monumento Natural Birtvisi

El Monumento Natural Birtvisi es gestionado por la administración del parque nacional Algeti.